# Caleb Martin (koszykarz)
Caleb Martin (ur. 28 września 1995 w Mocksville) – amerykański koszykarz, występujący na pozycji niskiego skrzydłowego, obecnie zawodnik Miami Heat.
W Charlotte Hornets występował z bratem bliźniakiem, Codym.
7 sierpnia 2021 został zwolniony przez Charlotte Hornets. 14 września 2021 podpisał umowę z Miami Heat na występy zarówno w NBA, jak i zespole G-League – Sioux Falls Skyforce. 15 lutego 2022 jego kontrakt został przekonwertowany na umowę dotyczącą wyłącznie występów w NBA.

## Osiągnięcia
Stan na 21 czerwca 2022, na podstawie, o ile nie zaznaczono inaczej.
NCAA
- Uczestnik rozgrywek:
  - Sweet 16 turnieju NCAA (2016, 2018)
  - turnieju (2016, 2018, 2019)
- Mistrz sezsonu regularnego konferencji Mountain West (2018, 2019)
- Koszykarz roku Mountain West (2018)[8]
- Najlepszy nowo-przybyły zawodnik konferencji Mountain West (2018)
- MVP Las Vegas Holiday Invitational (2019)
- Zaliczony do:
  - I składu:
    - Mountain West (2018, 2019)
    - defensywnego Mountain West (2019)
    - Las Vegas Holiday Invitational (2019)

  - składu honorable mention All-America (2018, 2019 przez Associated Press)
- Lider MWC w liczbie:
  - punktów (680 – 2018)
  - przechwytów (49 – 2019)
  - liczbie celnych:
    - (223) i oddanych (491) rzutów z gry (2018)
    - (107) i oddanych (317) rzutów za 3 punkty (2019)
- Zawodnik tygodnia Mountain West (31.12.2018, 4.02.2019, 26.11.2018)

NBA
- Wicemistrz NBA (2023)[9]